# Badr-2000
El Badr-2000 era un misil balístico de alcance medio iraquí, de propulsión sólida, de dos etapas y alta tecnología que se basaba en el misil balístico argentino Cóndor-II. Los iraquíes invirtieron mucho dinero en la producción del misil en los años 1980, sin embargo, Irak no logró producir las instalaciones necesarias para producir el misil y, en consecuencia, no entró en la producción en masa.